# Lytoceratina
I Lytoceratina Hyatt, 1889, sono un sottordine di Ammoniti presenti a partire dal Giurassico fino alla grande estinzione di massa avvenuta nel Cretaceo.
Hanno una conchiglia generalmente evoluta, con giri poco ricoprentesi, ombelico più o meno ampio e giri a sezione più o meno tondeggiante; però può essere svolta o addirittura eteromorfa.
I modelli conchigliari possono essere lisci o talvolta costati; quando è presente il guscio spesso ricristallizzato in calcite, presentano una striatura che non si ripete generalmente sul modello calcareo. Hanno suture settali di tipo ammonitico, con lobi spesso arborescenti, complessi, formula: E L U2 U1v U1d Is. Si tratta di una sutura caratteristica che distingue i Lytoceratina dagli altri ammoniti, Phylloceratina e Ammonitina, particolarmente per il lobo interno, che Wiedmann e Kullman (1981) hanno definito Is (= settale); tale lobo può abbracciare il precedente con due rami simmetrici, che sono la parte terminale del lobo, spesso, cruciforme.
Tassonomicamente il sottordine Lytoceratina comprende per Arkell e al. (1957), nel "Treatise", quattro superfamiglie: Lytoceratoidea, Ancyloceratoidea, Turrilitoidea e Scaphitoidea. Per Hoffmann (2015), che ha rivisto i  Lytoceratoidea, essa comprende la fam. Lytoceratidae e quella dei Tetragonitidae. La prima raggruppa forme prevalentemente del Giurassico, la seconda quelle del Cretacico. Più precisamente  i Lytoceratoidea comprendono varie sottofamiglie; nell'ordine presentato da Hoffmann: Pleuroacanthitinae, Ectocentritinae, Lytoceratinae, Megalytoceratinae e Alocolytoceratinae, quella dei Tetragonitidae: Gaudryceratinae, Tetragonitinae e Gabbionoceratinae.
Il genere rappresentativo del sottordine è il Lytoceras Suess, 1865;  poi si ricorda il Macroscaphites del Cretaceo, mentre un genere molto importante per la stratigrafia giurassica italiana (precisamente per il piano Hettangiano) è il Pleuroacanthites Canavari 1883, che caratterizza l'Hettangiano superiore, trovato nei calcari grigi (ad Angulati) della zona di La Spezia.
Per ulteriori osservazioni si può consultare la Discussione di questa voce.
Bibliografia
Arkell W. J., Kummel B. and Wright C. W.  (1957) - Mesozoic Ammonoidea. in "Treatise on Invertebrate Paleontology, part L, Ammonoidea".   (R.C. Moore edit.) Geol. Soc. Am. and Univ. Kansas press. Lawrence, Meriden and New York.
Wiedmann J. and Kullmann J. (1981) - Ammonoid Sutures in Ontogeny and Phylogeny. Special vol., No 18, "The Ammonoidea" edit House M.R. and Senior J. R., Academic press, London and New York.
Hoffmann R. (2015) - Treatise online, n. 70, part L, Revised, vol. 3B, Chap. 3: Lytoceratoidea. KU Pal. Inst., the Univ. Kansas , Lawrence, I S S N 2153 - 4012.